# 拉脱维亚军团
拉脱维亚军团是第二次世界大战期间属于德国武装党卫队的一支部队。该部队创建于1943年，兵员主要是拉脫維亞人 。该军团由武装党卫军的两个师组成：親衛隊第15師（拉脱维亚第1）和親衛隊第19師（拉脱维亚第2）。親衛隊第15師在行政上隶属于親衛隊第六軍，但在实际行动方面该师则是预备部队或听命于北方集團軍的第16集团军的第43军。战争末期，拉脱维亚军团中的第19师一直在库尔兰包围战中作战，直到1945年5月才投降。这支部队也是二战中最后一支投降的納粹德國军队。

## 创建

拉脱维亚军团士兵的臂盾

1943年1月，在党卫队头目海因里希·希姆莱的请求下，阿道夫·希特勒下令创建了拉脱维亚军团。这支部队在创建之初的核心兵员主要来自拉脱维亚警察营（Latvian Police Battalions），这支部队是在几年以前成立的，主要负责治安任务。这支部队中还接收了一些曾经在阿拉伊斯突擊隊服役的人员。这支阿拉伊斯突擊隊曾经在拉脱维亚和苏联的边境地区犯下过针对犹太人、罗姆人（吉普赛人）以及其他平民的暴行。就在拉脱维亚军团诞生的一个月后拉脱维亚境内的德国占领当局就开始征召当地的兵役适龄人员。应征入伍者获得了两个选择，一个是在武装党卫队外籍军团中服役，成为德国国防军的辅助部队，另一个则是被送进德国境内的奴隶劳工营。那些两个选择都不接受的人被直接逮捕并送入集中营。因此，拉脱维亚军团中仅有15%-20%的人是真正的志愿者。与立陶宛的情况不同，拉脱维亚的兵役适龄人员并未组织一场正式的抵制兵役行动，一些拉脱维亚人的做法是在应征入伍后逃跑，不为纳粹卖命。
随着纳粹德国战争形势的逐渐恶化，党卫队便开始征召越来越多的拉脱维亚人。在1943年的第一次征兵中，所有出生于1919-1924年的拉脱维亚男人都是征兵目标。而在后来的征兵中，凡是出生于1906-1928年的拉脱维亚男人都成了适龄人员。拉脱维亚师的指挥官以及大部分参谋人员都是德国籍的党卫队军官。而独立的作战军团则由拉脱维亚籍军官指挥。
1943年11月，苏联红军的第一波罗的海方面军突破了位于涅韋爾的德军防线，开始向拉脱维亚进军，拉脱维亚自治政府（傀儡政府）起初拒绝了德方的命令，但之后还是在11月13日颁布了动员令。1944年7月1日的拉脱维亚军团的兵员人数为87550人，另有23000名拉脱维亚人作为德国国防军的“辅助部队”服役。

## 作战历史
拉脱维亚军团中的第一支部队是党卫军第二拉脱维亚旅，成立于1943年2月。这支部队在列寧格勒圍城戰期间参与了首次战斗，並于1943年3月18日兵临列宁格勒的普尔科沃天文台。这支部队此后一直在列宁格勒周边地区作战，直到1944年1月德军撤退。
党卫军第15师于1943年11月成立并被派往前线。起初这支部队被部署到了普斯科夫州的奧斯特羅夫以及新索科利尼基，但在德军于上述地区遭受挫败之后，第15师于1944年1月被部署到了諾夫哥羅德州的Belebelka区。该师于一个月后即从该地区撤退。到了1944年2月底，第二拉脱维亚旅和第15师都被部署到了韋利卡亞河和Sorota河一线，转入防御。到了那时，第二拉脱维亚旅被重新命名为党卫军第19师。在接下来的两个月里，他们所处的防线发生了激烈战斗。
1944年4月，拉脱维亚军团被其他部队替换，转移到了战斗相对不太激烈的Bardovo-Kudever地区，位于奧波奇卡以东50公里。拉脱维亚军团于1944年6月在当地遭到攻击，1944年7月10日开始撤退，于7月17日穿过了拉脱维亚-俄罗斯边境。
在1944年8月及9月，第15师被派遣到了普鲁士地区，在当地补充兵员。之后该部队就在但泽附近接受训练，1945年1月22日，该部队奉命参与战斗。在当时，第15师拥有15000名兵员。在1945年1月及2月，该部队在但泽附近作战，3月初撤退至波美拉尼亞。到了4月初，该师人员已减至8000人。该部队中有1000人作为补充兵员经海路被部署到库尔兰包围圈内。4月11日，第15师得知了要将整个师转移到库尔兰的计划。拉脱维亚人已经看出了战争必败，也明白了前往库尔兰就意味着最终将向苏联人投降。因此他们决定了在有必要时违反德国人的命令并向西方盟军投降。
另一方面，第19师则继续在拉脱维亚境内作战。1944年10月，苏军进入立陶宛，切断了第19师以及其他位于库尔兰包围圈内的部队和其他德军部队的联系。这场行动是1944年到1945年间德苏军队在库尔兰包围圈进行的6场战役中的一部分。在1944年12月的第三次战役中，苏军中的拉脱维亚人部队（两个拉脱维亚师，第43师和第308师，兵员来自被苏联占领的拉脱维亚东部地区）也参与了战斗。苏德双方中的拉脱维亚人在作战中相遇时，双方都相当不情愿，有时还会出现双方一枪不发的状况。几天以后，苏军就把他们的拉脱维亚师转移到了别处。1945年5月9日，二战欧洲战场主要战事的最后一天，第19师和其他位于库尔兰包围圈内的部队一起向苏军投降。之后，约有50000名拉脱维亚士兵成为了苏联人的战俘，这些人不是遭到了清洗就是被关进了古拉格劳改营。在战后的岁月里，还有一些拉脱维亚军团士兵成为了森林兄弟，继续与苏联人打游击战，时间最长的达到了10年。

## 拉脱维亚军团成员的动机

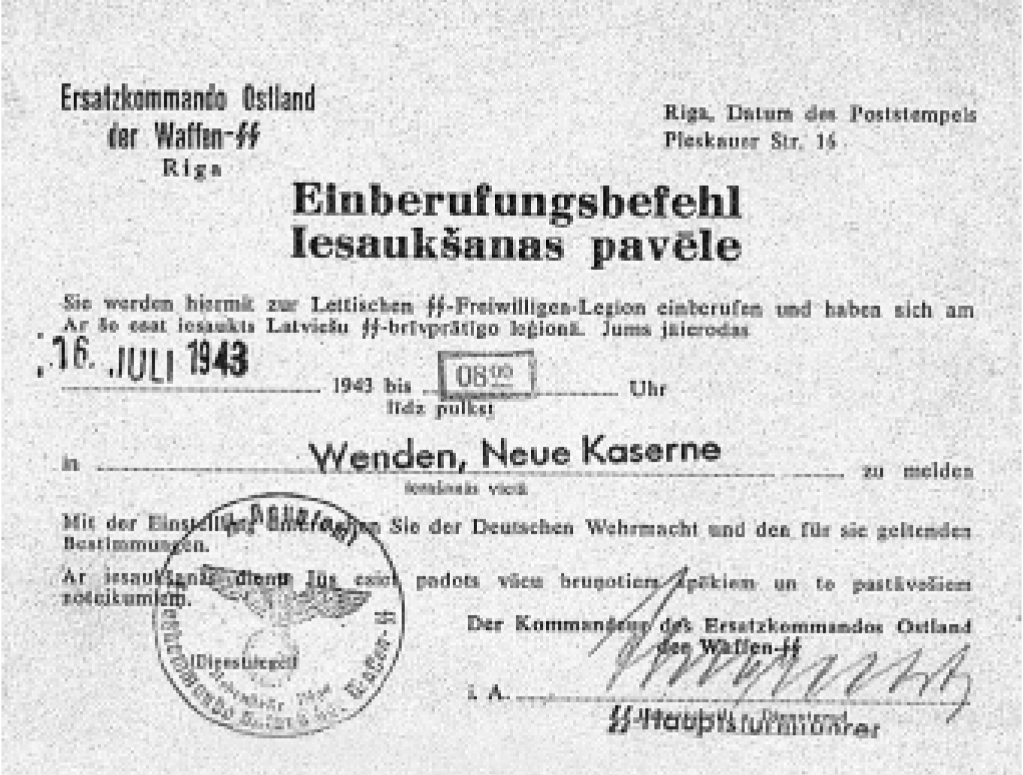
征兵令

第15师指挥官Adolf Ax在1945年1月27日的报告中写道：“他们（拉脱维亚军团士兵）是走在最前面的拉脱维亚人。他们想要的是一个稳定的拉脱维亚民族国家。这些人不得不在德国和俄国之间做出抉择，而他们选择了站在德国一边，因为他们想与西方文明合作。听命于德国人对他们来说就是两害相权取其轻。”这种观点在一定程度上源于苏联在1940-1941年间对拉脱维亚的占领，拉脱维亚人将这一时期称作“恐怖之年”，原因是在这短暂的一段时间里，上万个拉脱维亚家庭被处决或是流放西伯利亚，拉脱维亚男人被强行与妇女儿童分离开来，蘇聯的目的就是摧垮他们的抵抗活动。
拉脱维亚军团的指挥层强调，拉脱维亚人是在为了不让自己的国家再次遭到侵占而与苏联人交战。应征入伍的拉脱维亚人在入伍时会以上帝名义宣誓，宣誓效忠于德军及其指挥官希特勒，并做好在与布尔什维主义的战斗中献出生命的准备。拉脱维亚军团的成员则希望击退苏联红军，使他们对拉脱维亚不再构成威胁，之后拉脱维亚人便会与德国人翻脸，这一过程基本上就是1918-1920年进行的拉脫維亞獨立戰爭的翻版，在那场战争中，拉脱维亚军队将布尔什维克军队和德军都赶出了自己的国土。拉脱维亚军团成员会把自己的国旗藏在制服之下，作为对上述目标的象征。这种情感也在拉脱维亚军团最著名的一首歌曲中有所体现：“我们将一次又一次地打败那些长满虱子的人（指布尔什维克），之后我们也将一次又一次地打败那些蓝灰色的人（指德国人）” 。西方盟国最早在1943年就确认了拉脱维人的这种倾向。当时一个英国调查研究代表团发现，拉脱维亚人对占领了他们的国土的苏联人和德国人都持反抗情绪。
拉脱维亚人、爱沙尼亚人以及立陶宛人都相信西方势力，特别是英国，会像1918-1920年间那样对自己伸出援手，其中立陶宛人对此的相信程度较低。1944年11月，波罗的海人又收到了来自英军指挥部的消息，他们的上述希望又受到了鼓舞，消息中称，英国人希望他们能守住库尔兰半岛，等候英美联合舰队进入波罗的海。事实上，丘吉尔和罗斯福早就在私下把波罗的海地区让给了斯大林。
随着东线战局的恶化，如阿拉伊斯突擊隊这样的拉脱维亚通敌警察营（犹太人大屠杀的帮凶）也在战争后期加入了拉脱维亚军团。有些人便利用当时的那种情况将整支拉脱维亚军团都视作反犹的、同情纳粹的且参与了屠杀犹太人的罪行的人，就连现代拉脱维亚人都被视作是崇拜纳粹的人。

## 二战后
1946年，在纽伦堡审判中，党卫军被定性为犯罪组织，但那些被强制征兵的前党卫军成员则获得了赦免。在战后的岁月里，西方盟国把拉脱维亚军团和爱沙尼亚军团的士兵都视作被迫参加党卫军的人。美国难民委员会于1950年9月声明：
“波罗的海党卫军部队（波罗的海军团）在目的、意识形态、行为及准入资格方面都与德国的党卫军存在着较大差别，因此本委员会认为，这些部队不是美国政府敌对力量。”

甚至在这次声明之前就有大约1000名前拉脱维亚军团成员在纽伦堡审判中作为警卫，看管纳粹战犯。之后，在柏林封鎖期间，拉脱维亚军团前成员还曾参与了盟国对柏林的空运行动的设施的安保工作，他们之后也曾充当过美军总部的警卫人员 。
在苏联时期，拉脱维亚军团被描述成一支于1943年被纳粹德国非法征召的部队，也没有提及关于战争罪行以及参与犹太人大屠杀的内容。例如，于1960年代（冷战时期）由里加电影公司（Riga Film Studio）出品的苏联电影《I remember everything，Richard》（未剪辑版也被称作Rock and Splinters）中就充斥着大量苏联政治宣传的陈腔滥调，片中出现了对拉脱维亚军团士兵的一些基本认可，其中包括：他们是前线士兵、他们中的大部分人是在被强迫的情况下加入德军的、他们不是纳粹意识形态的支持者、他们没有参与对犹太人的大屠杀。但到了苏联解体后的俄罗斯，拉脱维亚军团的角色发生了强烈转变。当时的俄罗斯开始谴责拉脱维亚军团是党卫军战争罪犯，并利用拉脱维亚军团一事来在国际社会上对拉脱维亚施加政治与意识形态的压力。
1946年，由社会民主党领导的瑞典联合政府不顾来自瑞典社会各界的强烈抗议，将一些来自拉脱维亚军团的士兵（还有一些爱沙尼亚军团士兵和立陶宛士兵）引渡给了苏联，这一事件史称Baltutlamnungen。到了1990年代，瑞典政府承认了这起事件是一个错误。那些当年被引渡到苏联的士兵中的幸存者于1994年被邀请至瑞典，在那里受到了瑞典国王卡尔十六世·古斯塔夫与瑞典外务部长Margaretha af Ugglas的接见，还参加了纪念当年的引渡事件的一系列活动。瑞典国王和外务部长都表达了对当年瑞典政府将波罗的海军团士兵引渡给斯大林时期的苏联一事的悔过之情。
尽管有很多人都支持拉脱维亚军团的“祖国保卫者”的身份，但还是有一些学者表示，拉脱维亚军团的所作所为完全符合纽伦堡审判中对“犯罪组织”的定义：拉脱维亚军团的征兵过程的一些特性表明，加入这一组织的过程并不是完全强制性的。

## 对战争罪行的指控
拉脱维亚军团是否犯下过战争罪行一直是一个争议话题。但是，值得注意的是，在拉脱维亚发生的纳粹德国针对犹太人、吉普赛人以及其他在纳粹德国的系统化种族灭绝计划中被定为目标的人的最后一次大屠杀发生在1942年3月，而要到一年以后拉脱维亚军团才成立，这次屠杀也是由德国的党卫军部队执行的。拉脱维亚军团是为了自己的自由而战的，他们宣誓对抗布尔什维主义，宣誓阻止共产主义政权返回自己的祖国。因此拉脱维亚军团所关心的目标与希特勒的納粹主義意识形态有着很大差异。拉脱维亚历史学家们一直坚称拉脱维亚军团是一支前线作战部队，没有参与过任何战争罪行。
另外，拉脱维亚军团作为一支强制征兵部队也是在纽伦堡审判上被免除了责任的，审判上得出的结论也与战后盟国当局的调查结果相符。最后，没有任何一名前拉脱维亚军团成员或是拉脱维亚人被指控犯有战争罪行。
但是，作为拉脱维亚雷十字党（Perkonkrusts，拉脱维亚法西斯组织）的早期成员以及犹太人大屠杀的参与者，大约有600名阿拉伊斯突擊隊成员在后来加入了拉脱维亚军团。这些人的加入以及军团的成立都被苏联和之后的俄罗斯政府所利用，他們将整个拉脱维亚军团谴责为战争罪犯。

## 拉脱维亚军团纪念日

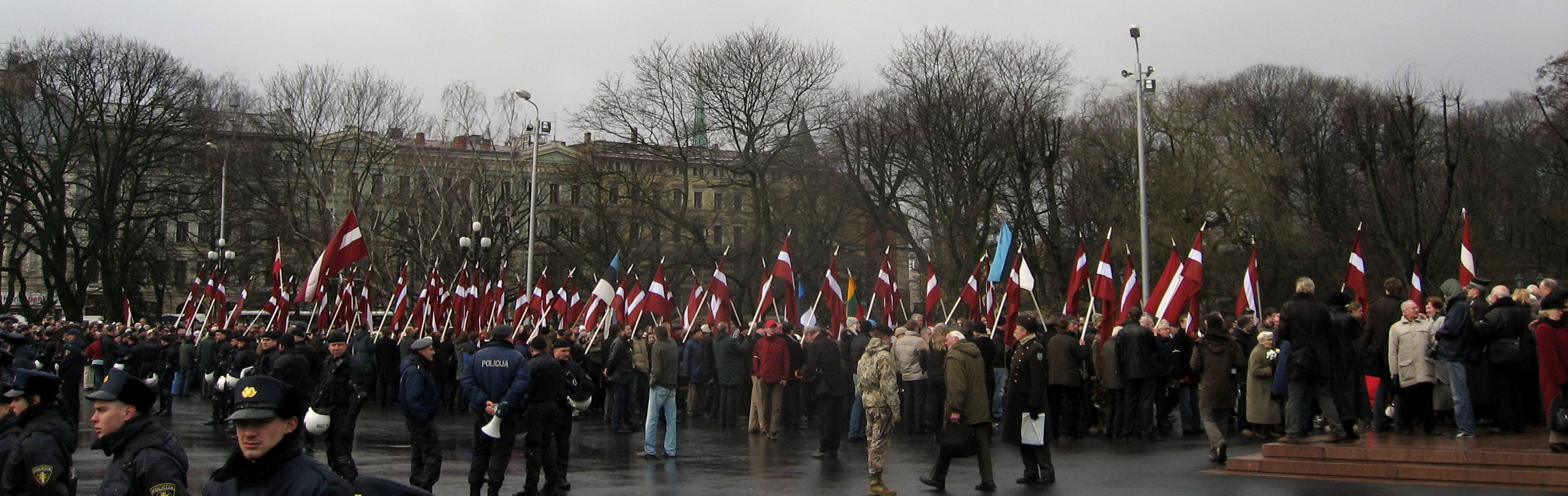
2008年的拉脱维亚军团士兵纪念日

1944年3月16-18日，韦利卡亚河东岸发生了激烈战斗，双方争夺的重点是93.4号高地，这个战略目标对苏德双方都很重要。负责防守该高地的是党卫军第15和第19师（两个拉脱维亚师）。3月16日早晨，苏军发起进攻，防御部队被迫撤退，但苏联人并未成功击溃拉脱维亚人的抵抗。3月18日，在由Arturs Silgailis上校指挥的第15师的一次反击中，拉脱维亚人在伤亡率极低的情况下重新夺回了高地。此后苏军再未尝试进攻该高地。1944年3月16日的战斗是二战中第一次两个拉脱维亚师在一场战斗中协同作战的战例，也是二战中唯一一次由拉脱维亚指挥官独立指挥的战斗。因此，在战后的岁月里，流亡西方的拉脱维亚军团老兵组织Daugavas Vanagi便将3月16日定为拉脱维亚军团日。
後來3月16日庆祝活动变得越来越激进，拉脱维亚民族主义组织（比如All For Latvia！和National Power Unity）会在3月16日这一天进行支持拉脱维亚军团的游行活动，同时拉脱维亚国内的亲俄罗斯组织（拉脱维亚俄罗斯族联盟）则会进行抗议并阻止游行活动以作为回应。1998年，拉脱维亚议会投票决定将當天作为正式的国家纪念日，但是紀念日不包含"军团 "一词。同年，拉脱维亚国内出现了对纪念拉脱维亚军团的官方行为的强烈争议，拉脱维亚官方不得不放弃了对军团日进行官方纪念的想法。2000年，拉脱维亚议会在國內外压力下将3月16日从 "国家纪念日 "名单中删除。目前，拉脱维亚政府的官方态度是，军团日主要是一个由老兵及老兵亲属所举行的民间活动。
2012年2月21日，欧洲反种族主义零容忍委员会（ECRI）发表了关于拉脱维亚问题的报告，谴责了对曾经服役于党卫军并与纳粹合作的人员的纪念活动。ECRI还表达了对纪念党卫军中的拉脱维亚人部队的集会及纪念活动（每年3月16日于里加市中心举行）的合法性问题的关注。ECRI还表达了对主管法庭批准了对纳粹占领里加（7月1日）这一历史事件进行纪念的做法的惊愕。ECRI同时也表达了对于拉脱维亚前外务部长并未谴责这一纪念日反而进行支持的关注。ECRI建议“拉脱维亚政府应谴责所有为纪念党卫军成员和通敌者而进行的纪念活动“，还建议拉脱维亚当局应禁止关于宣扬纳粹主义的一切游行及集会。2014年3月13日，英国工党议员Richard Howitt（欧洲议会人权委员会的一名发言人）发表了一份声明，声明中称，”无论当年的拉脱维亚青年是被迫穿上党卫军制服还是主动成为志愿者，现在对他们的纪念活动都是对受害者的冒犯，也是对纳粹主义本身的纪念。“在自己的个人网站上，Howitt议员引用了纪念党卫军的游行的事例，还就英国保守党与拉脱维亚政府内部的民族主义势力进行结盟一事而对保守党进行了批评。